# Чемпионат мира по фигурному катанию 1902
Чемпионат мира по фигурному катанию 1902 года был проведён Международным союзом конькобежцев в Лондоне. На тот момент фигурное катание представляли только четыре участника. Предполагалось, что, как и на предыдущих чемпионатах, все спортсмены будут мужчинами, но среди них оказалась женщина — представительница Великобритании Медж Сайерс. Она уже участвовала в соревнованиях против мужчин, а её муж работал в национальной ассоциации и тоже выступал на соревнованиях. Правил, запрещающих это, в то время не существовало (их ввели в следующем году). Сайерс заняла второе место, с большим преимуществом победив Мартина Гордона из Германии. Чемпионом стал Ульрих Сальхов, который впоследствии подарил Сайерс свою золотую медаль.
С 1901 г. вошло в практику на мировых первенствах параллельно состязаниям мужчин проводить
соревнования спортивных пар. При этом звание чемпионов мира им не присуждалось и медали
не вручались. В Лондоне во второй раз на старт вышла лишь одна пара Медж Сайерс / Эдгар Сайерс из Великобритании.

## Результаты
| Место | Имя            | Страна         | Сумма мест |
| ----- | -------------- | -------------- | ---------- |
| 1     | Ульрих Сальхов | Швеция         | 5          |
| 2     | Медж Сайерс    | Великобритания | 13         |
| 3     | Мартин Гордан  | Германия       | 15         |
| 4     | Генри Торроме  | Великобритания | 17         |

Судейская команда:
- У. Ф. Адамс  Великобритания
- Д. Г. Томсон  Великобритания
- Г. Вендт  Германия
- Др. П. Верухо  Россия
- И. Вестергрен  Швеция